# 2018년 8월 죽음
다음은 2018년 8월에 사망한 저명한 인물 목록이다.
- 8월 1일 - 캐나다의 모델 릭 제네스트
- 8월 2일 - 대한민국의 정치인 김맹곤
- 8월 4일 - 일본의 배우 츠가와 마사히코
- 8월 5일 - 미국의 배우 샬럿 레이
- 8월 7일 - 미국의 컴퓨터 과학자 제럴드 마빈 와인버그
- 8월 8일 - 대한민국의 문화평론가 황현산
- 8월 11일 - 영국의 소설가 V. S. 나이폴
- 8월 13일 - 일본의 성우 이시즈카 운쇼
- 8월 14일 - 러시아의 아동문학가 예두아르트 우스펜스키
- 8월 15일 - 일본의 만화가 사쿠라 모모코
- 8월 16일
  - 전 소련의 체조 선수 옐레나 슈슈노바
  - 미국의 가수 아레사 프랭클린
  - 인도의 정치인 아탈 비하리 바지파이
  - 조선민주주의인민공화국의 정치인 김영춘
- 8월 18일 - 가나의 정치인 코피 아난
- 8월 21일 - 아이슬란드의 배우 스테바운 카를 스테바운손
- 8월 23일 - 대한민국의 민속학자 심우성
- 8월 24일 - 대한민국의 가수 최희준
- 8월 25일
  - 미국의 정치인 존 매케인
  - 잉글랜드의 무용가 린제이 켐프
  - 일본의 성우 아소 미요코
- 8월 26일
  - 미국의 작가 닐 사이먼
  - 조선민주주의인민공화국의 군인 려춘석
- 8월 30일 - 소련과 러시아의 가수 이오시프 코브존
- 8월 31일 - 도네츠크 인민공화국의 수반 알렉산드르 자하르첸코